# بیل اشمیت
بیل اشمیت (انگلیسی: Bill Schmidt؛ زادهٔ december ۲۹, ۱۹۴۷ (۷۷ سال)) ورزشکار دو و میدانی اهل ایالات متحده آمریکا است.
وی در مسابقات کشوری و بین‌المللی در مجموع برندهٔ ۱ مدال نقره، ۱ مدال برنز شده‌است.